# Hidde ter Avest
Hidde ter Avest (Wierden, 20 de mayo de 1997) es un futbolista neerlandés que juega de defensa en el Oxford United F. C. de la EFL Championship.

## Trayectoria
Ter Avest comenzó su carrera deportiva en el Jong Twente, llegando al primer equipo del Twente en 2014, haciendo su debut en la Eerste Divisie el 22 de agosto en una victoria por 0-1.
En 2018 abandonó el Twente, fichando por el Udinese Calcio de la Serie A.
En 2021 regresó a Países Bajos, tras su fichaje por el F. C. Utrecht de la Eredivisie. Con este equipo jugó más de un centenar de encuentros durante tres años y medio antes de marcharse en agosto de 2024 al Oxford United F. C.

## Selección nacional
Ter Avest fue internacional en todas las categorías inferiores de la selección de fútbol de los Países Bajos.

## Clubes
| Club                | País         | Año       |
| ------------------- | ------------ | --------- |
| Jong Twente         | Países Bajos | 2014-2015 |
| F. C. Twente        | Países Bajos | 2015-2018 |
| Udinese Calcio      | Italia       | 2018-2021 |
| F. C. Utrecht       | Países Bajos | 2021-2024 |
| Oxford United F. C. | Inglaterra   | 2024-     |